# Флаг Вермонта
Флаг Вермо́нта (англ. Flag of Vermont) — один из государственных символов американского штата Вермонт.
Современный вариант флага был принят Генеральной Ассамблеей Вермонта 1 июня 1923 года. Флаг представляет собой прямоугольное полотнище с соотношением сторон 1:1,66 (либо 3:5) с синим (лазоревым) фоном и расположенным по центру гербом штата.
До 1923 года использовался флаг Республики Вермонт и два флага, похожих на флаг страны.

## Исторические флаги Вермонта

Флаг Республики Вермонт (1760-е — 30 апреля 1804 года)
Флаг штата Вермонт (1 мая 1804 года — 19 октября 1837 года)
Флаг штата Вермонт (20 октября 1837 года — 31 мая 1923 года)